# I Am (album de Monrose)
Pour les articles homonymes, voir I Am.
I Am est le troisième album du groupe allemand Monrose sorti le 26 septembre 2008.

## Liste des pistes
1. "Strike the Match"  (Ryan Tedder,  Deborah Epstein) 2:55
2. "A Love Bizarre"  3:47
3. "Certified" (Mich Hansen, Jonas Jeberg, Edwin Serrano, Eritza Laues) 3:07
4. "Why Not Us" (Guy Chambers, Alexis Strum) 3:30
5. "Going Out Tonight" (Pete Kirtley, Obi Mondhera) 2:51
6. "You Can Look" 3:25
7. "Tip Toe" 2:59
8. "Teach Me How to Jump" 3:31
9. "Stolen" 3:19
10. "Electricity" (Danny Volpe, Thomas Lipp) 2:57
11. "Hit 'N' Run" (JoelJoel, The Provider, Charlie Mason) 3:14
12. "No Never" (Rob Davis, Shelley Poole) 3:46
13. "Stained" (Andreas Rhondame, Josef Larossi, Linda Kiraly, Savan Kotecha) 3:37
14. "What They Want" (Alex Cartana, Pete Martin, Jasmine Baird) 3:52
15. "Don't Touch the Fader" (Karen Poole, Mathias Wollo, Jonas Quant) 3:19 [1],[2]